# Barubria
Barubria — рід грибів родини Pilocarpaceae. Назва вперше опублікована 1986 року.

## Класифікація
До роду Barubria відносять 2 види:
- Barubria flavescens
- Barubria fuscorubra